# Christoph Nathe

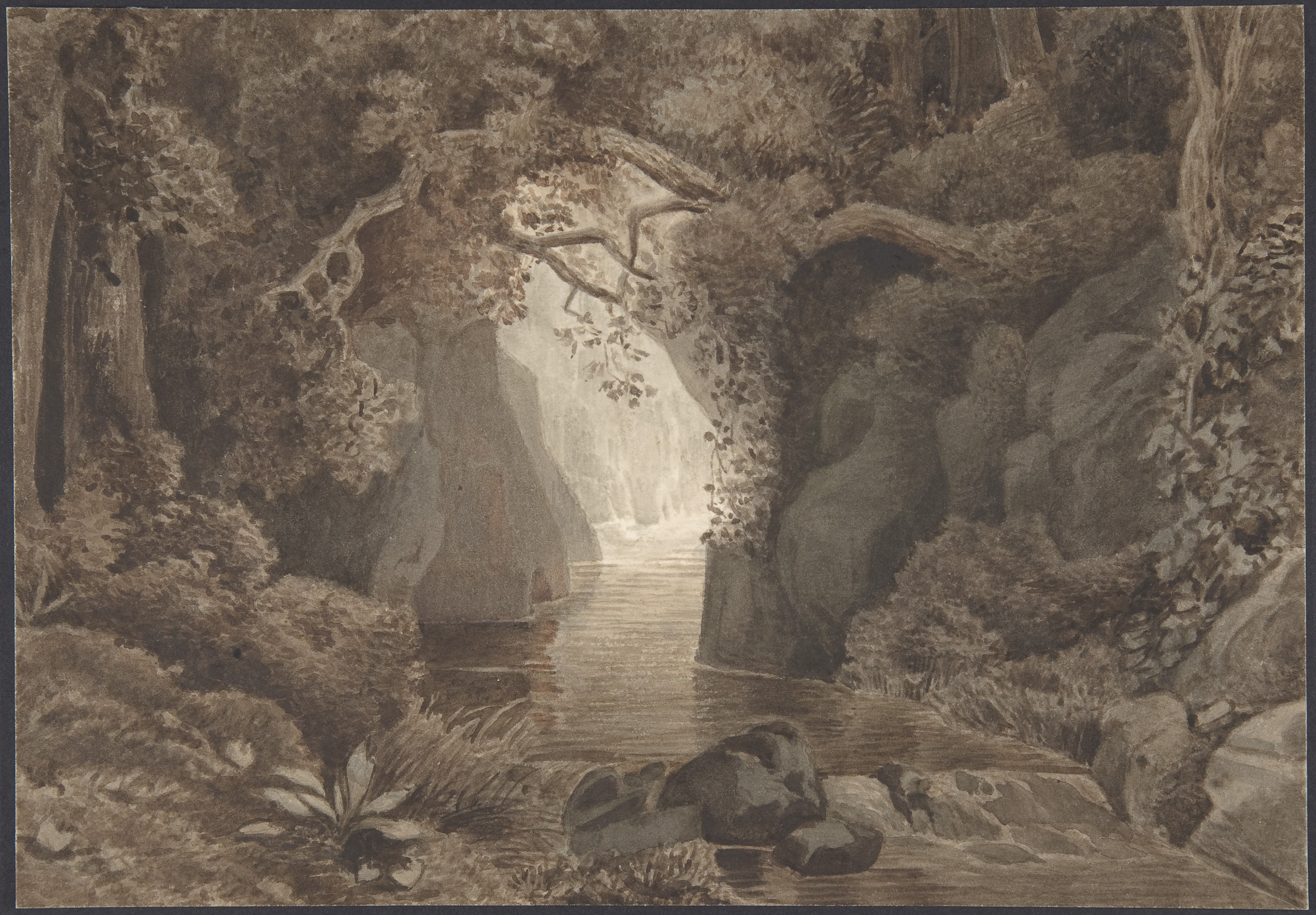
"Krajobraz leśny ze strumieniem"

Christoph Nathe (ur. 3 stycznia 1753 w Bielawie Dolnej, zm. 10 grudnia 1806 w Smolniku) – niemiecki malarz, rysownik i miedziorytnik.

## Życiorys
Urodził się w rodzinie chłopskiej, ukończył gimnazjum w Zgorzelcu. Jego pierwszym nauczycielem rysunku był Johann Gottfried Schultz, w 1774 wyjechał do Lipska, gdzie uczył się w pracowni Adama Friedricha Oesera. W latach 1783–1784 przebywał w Szwajcarii, w 1787 objął stanowisko dyrektora szkoły rysunkowej w Zgorzelcu, równocześnie uczył rysunku w liceum. W 1795 ożenił się z Caroline von Meyer, która trzy lata później zmarła. Dzięki majątkowi pozostawionemu przez żonę w 1799 zrezygnował z pracy nauczyciela oraz dyrektora i postanowił poświęcić się sztuce. W 1801 były uczeń zaprosił go do Rzymu, gdzie uczył się włoskiego. 
Nathe rysował głównie obrazy krajobrazowe, wiele pejzaży powstało w Karkonoszach i Szwajcarii. Największy zbiór jego prac znajduje się w Kulturhistorisches Museum Görlitz.